# Topoľčianský hrad
Topoľčiansky hrad je zřícenina středověkého hradu z 13. století.

## Poloha
Hrad se vypíná na skále z dolomitického vápence v jihovýchodní části Povážského Inovce, přímo nad obcí Podhradie v nadmořské výšce 525 metrů.

## Dějiny
První písemná zmínka pochází z roku 1235, kde se uvádí jako královský majetek. Později vystřídal množství majitelů. Od 13. století byl střediskem hradního panství s 26 obcemi. Říká se že v letech 1431–1434 ho dobyla a užívala posádka husitského vojska, jenže archeologická zjištění prokázala, že husité na hradě nikdy nebyli. Začátkem 18. století ho za povstání Františka II. Rákociho velmi poškodila císařská vojska. V polovině 18. století byl ještě opraven, ale po přestěhování správy panství do obce Tovarníky začal hrad pustnout. Koncem 19. století byla v romantickém slohu dostavěna hlavní věž a konzervována část opevnění. Posledním rodem, který ho vlastnil byly Stummerové.

## Popis
Hradu dominuje hranolová věž charakteristického tvaru obehnána zbytky hradního paláce a vnějšího opevnění s bránou.

## Galerie

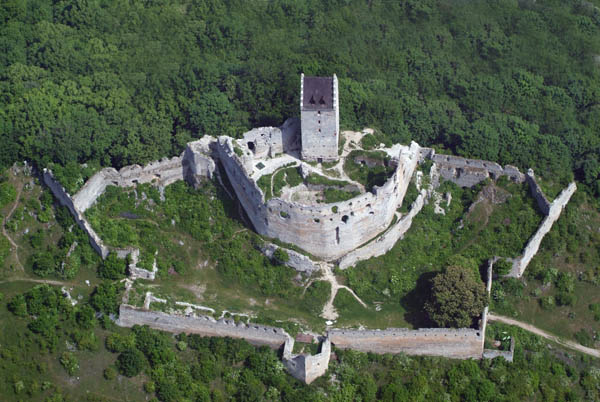
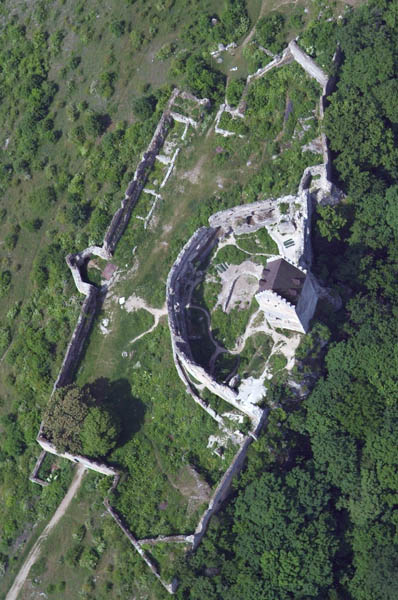

## Přístup
Z obce Podhradie po značené cestě.